# Araneus flavopunctatus
Araneus flavopunctatus là một loài nhện trong họ Araneidae.
Loài này thuộc chi Araneus. Araneus flavopunctatus được Ludwig Carl Christian Koch miêu tả năm 1871.